# 海神喷泉 (特伦托)
46°04′03″N 11°07′17″E / 46.067539°N 11.121478°E

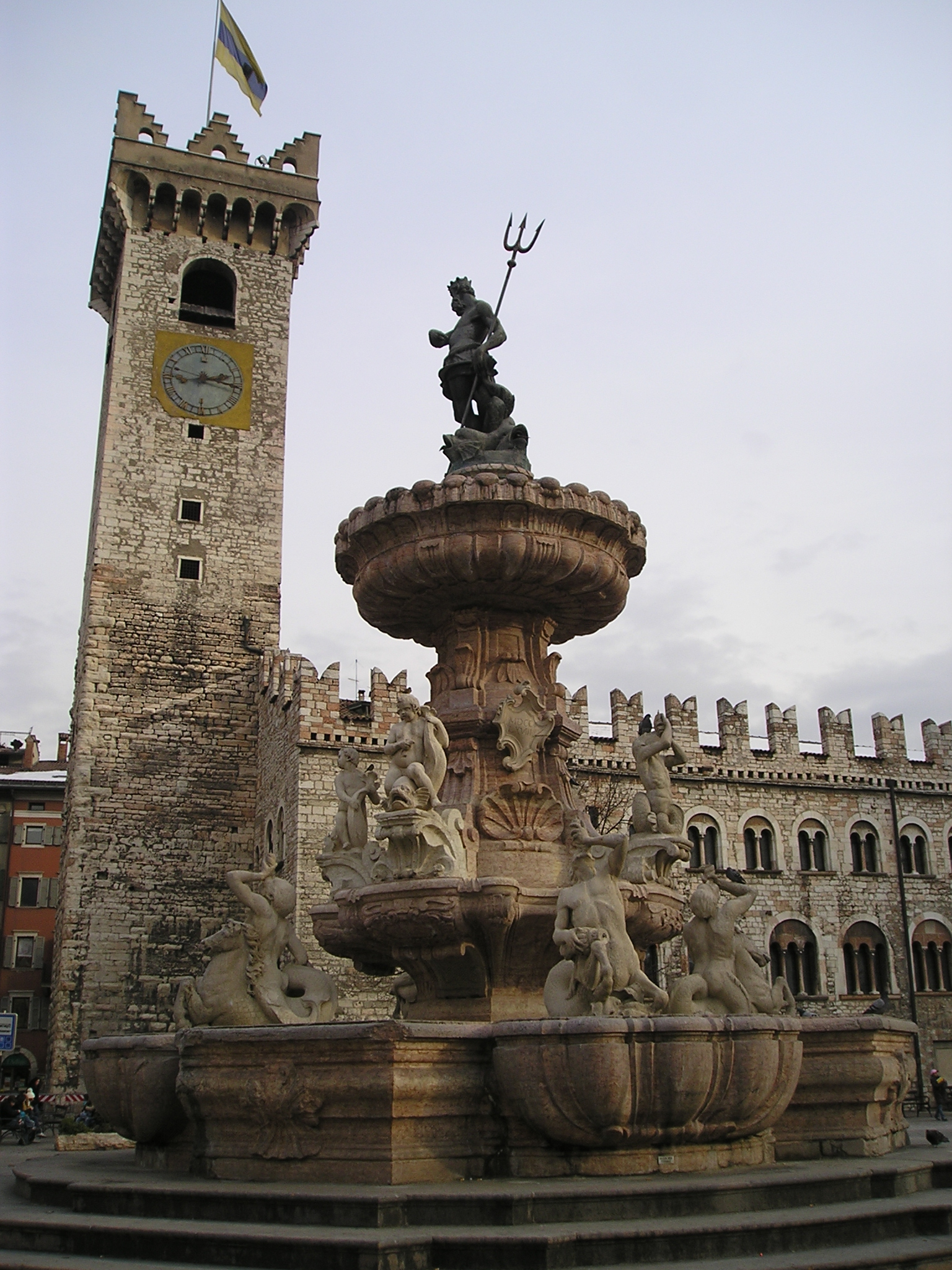
海神喷泉

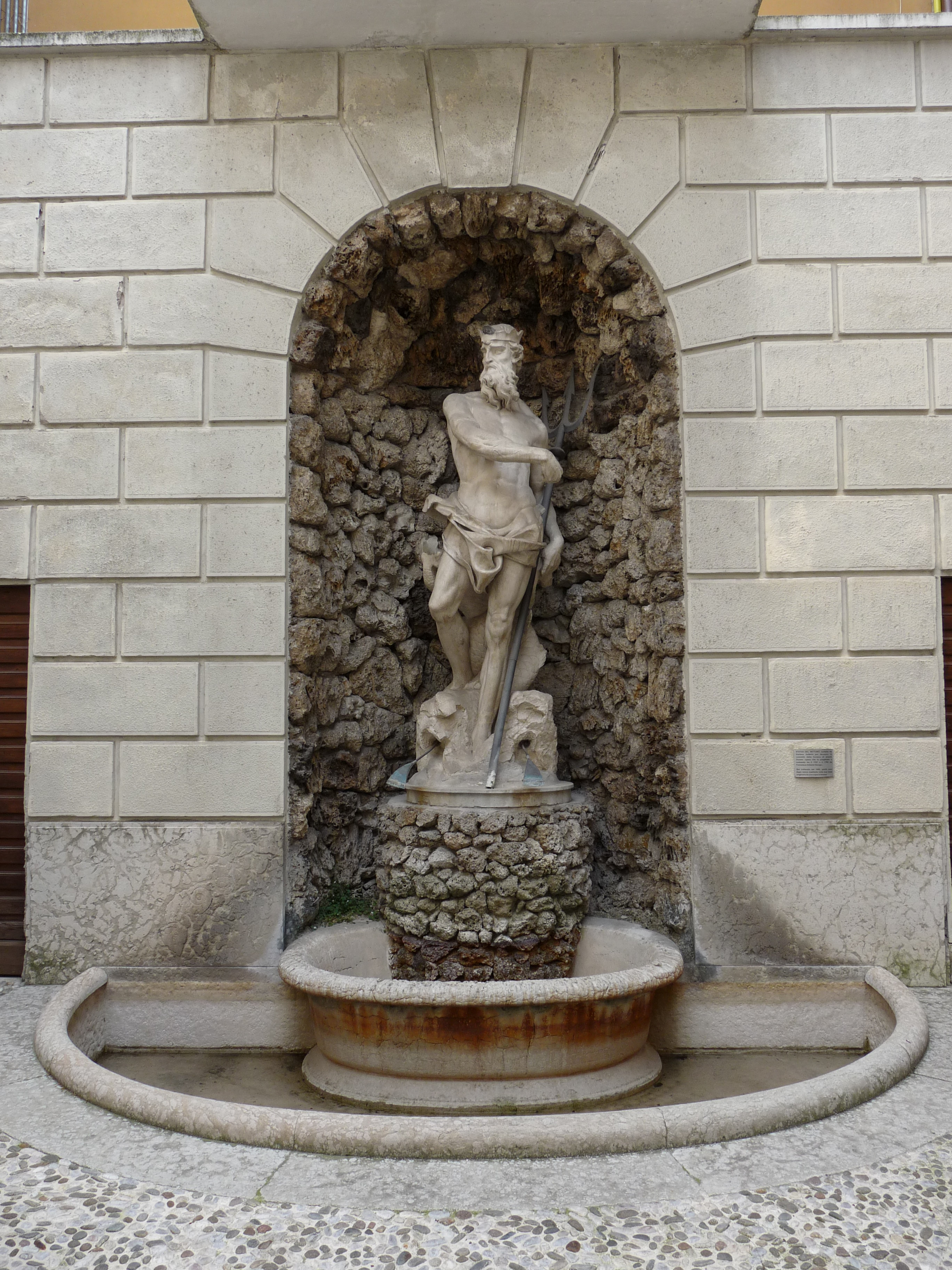

海神喷泉（Fontana del Nettuno）是意大利特伦托的一个喷泉，位于主教座堂广场，由雕塑家Francesco Antonio Giongo建于1767-1769年。

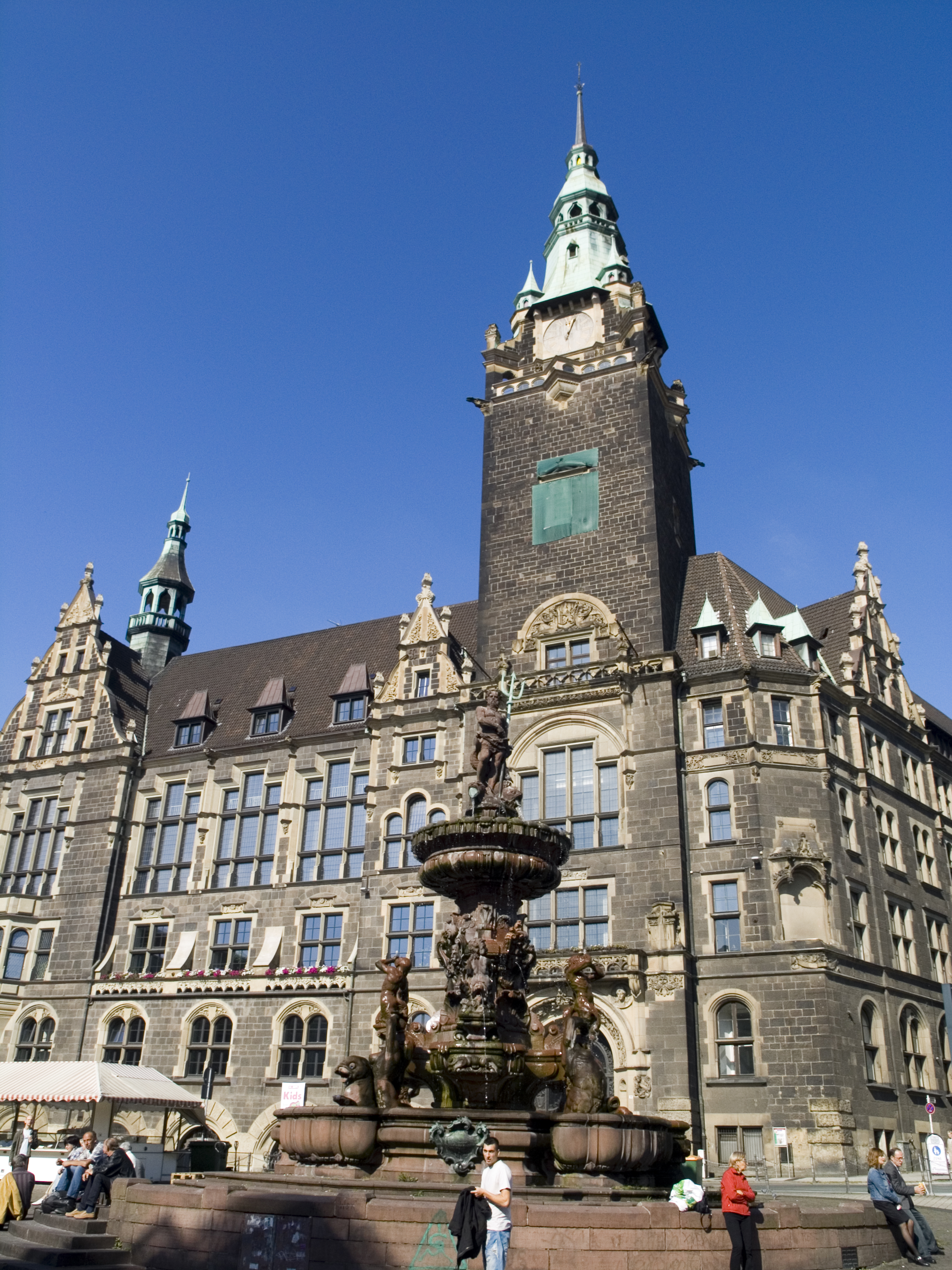

海神雕像原来是科莫的Stefano Salterio的作品，1939年移到附近的图恩宫的院子里。目前的喷泉是Davide Rigatti的1945年青铜副本

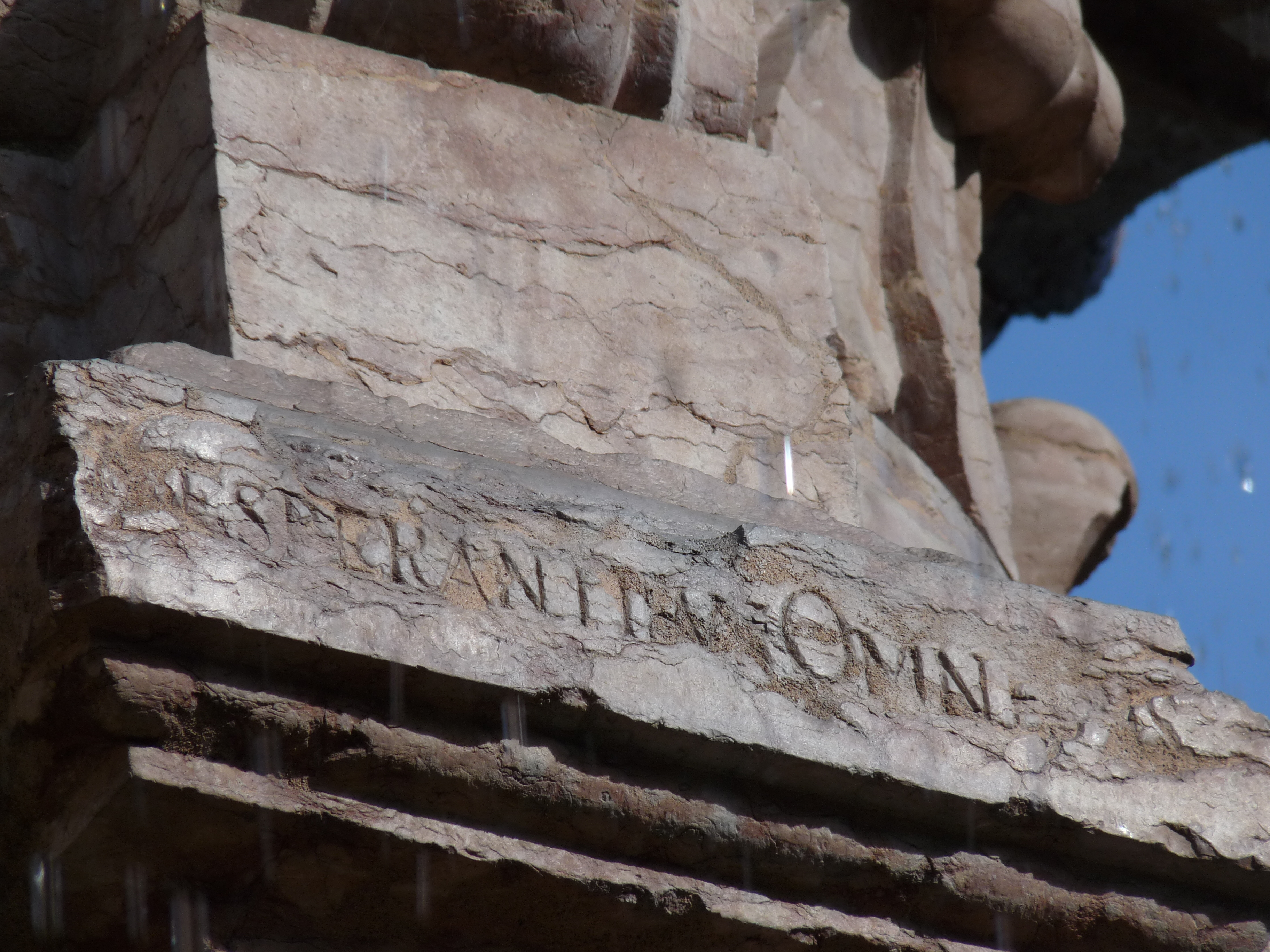
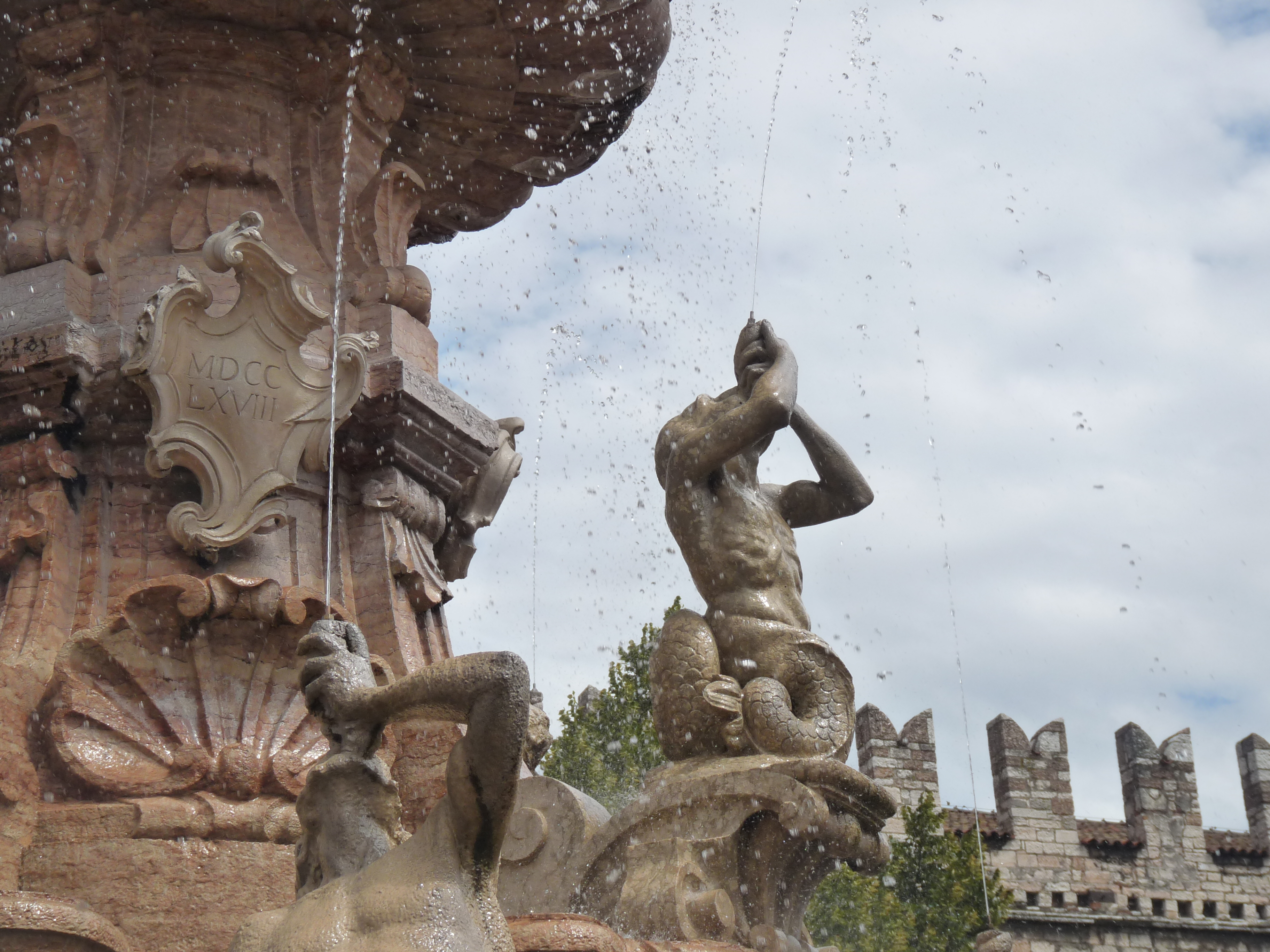
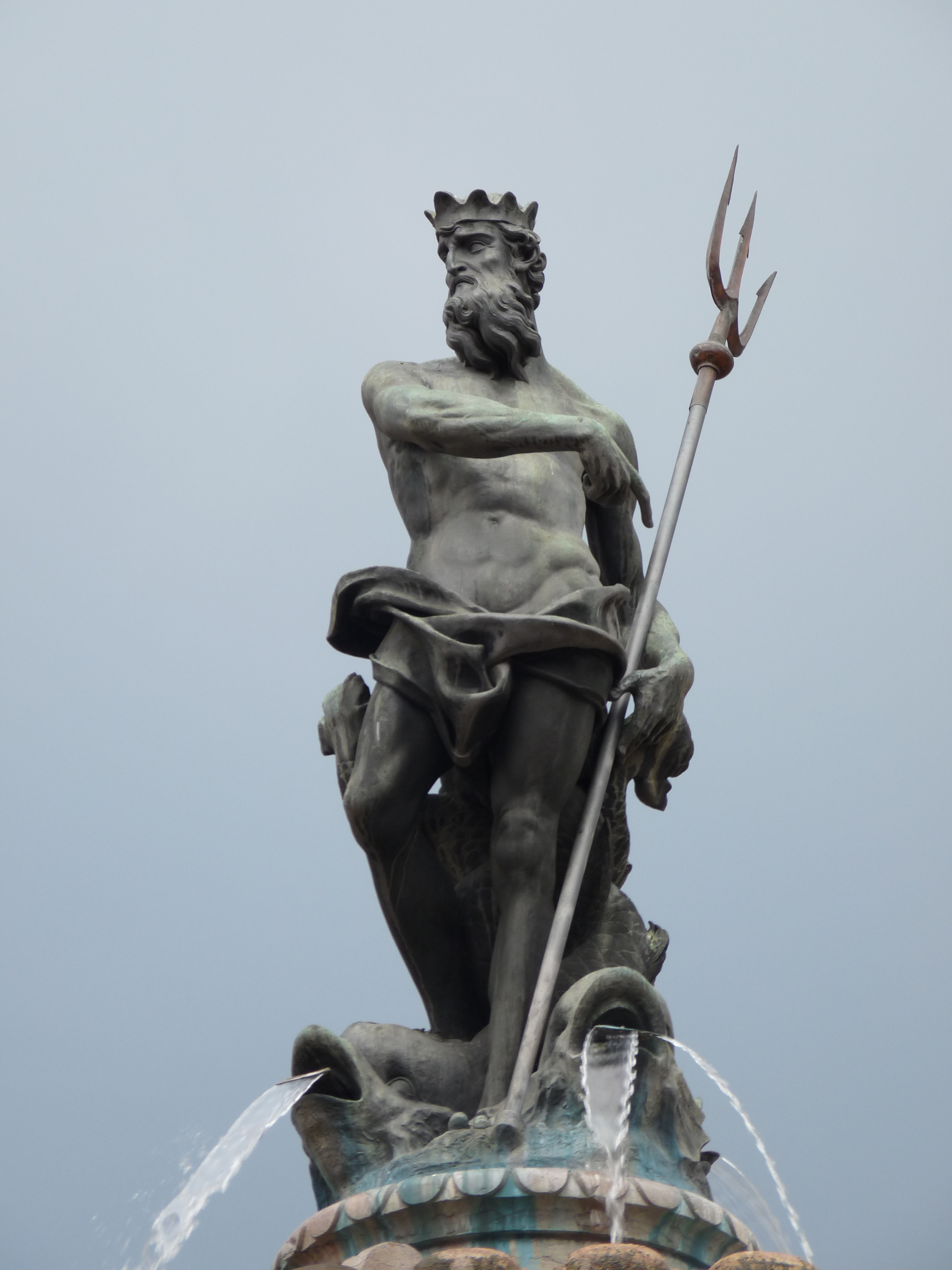
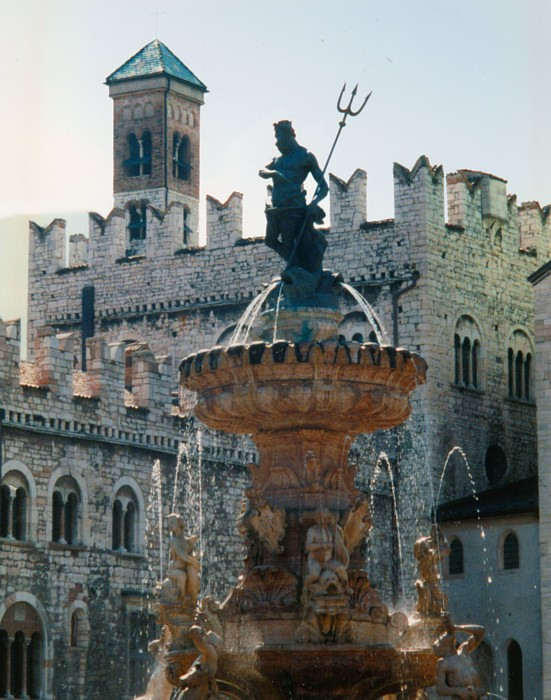
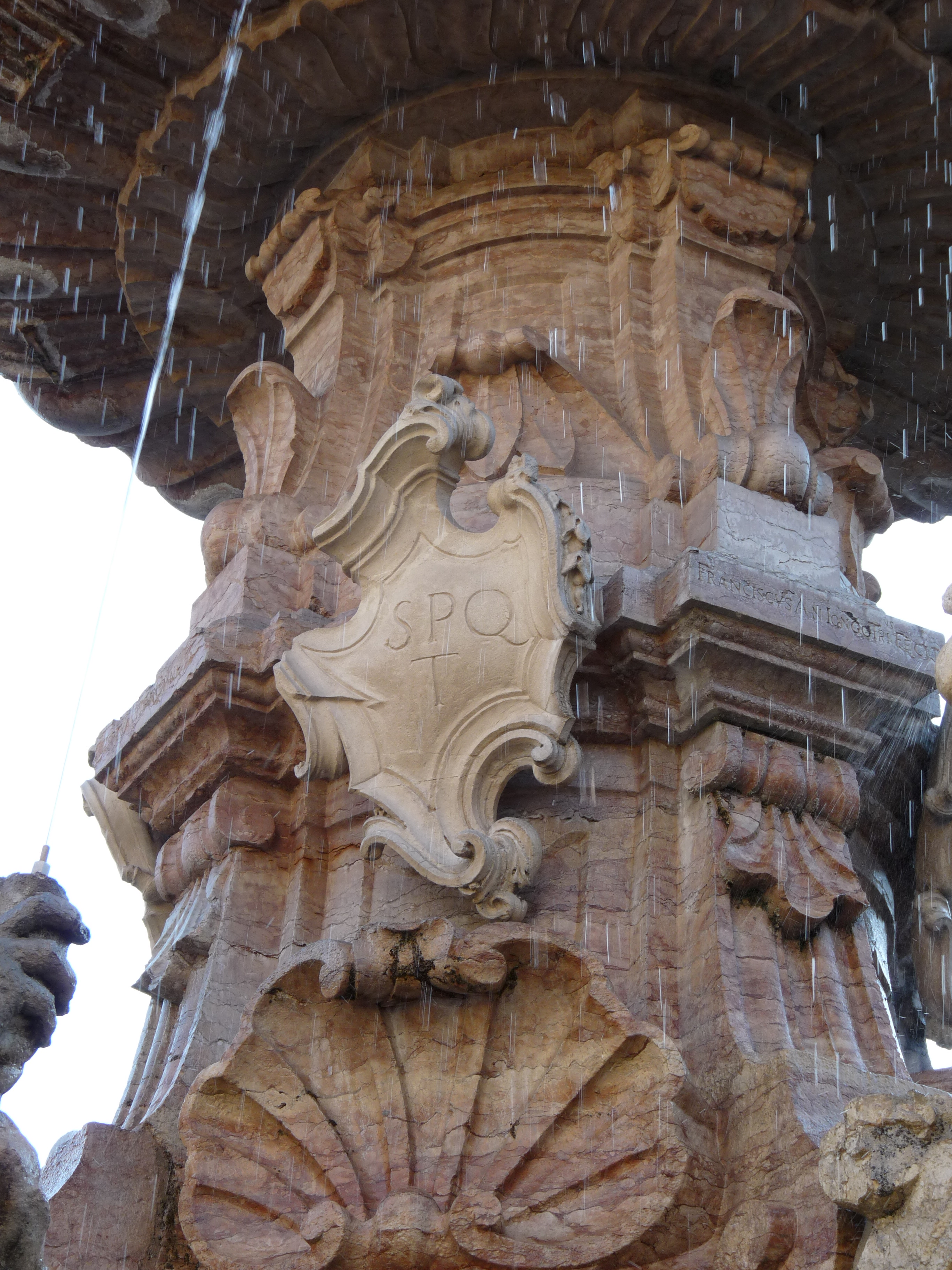
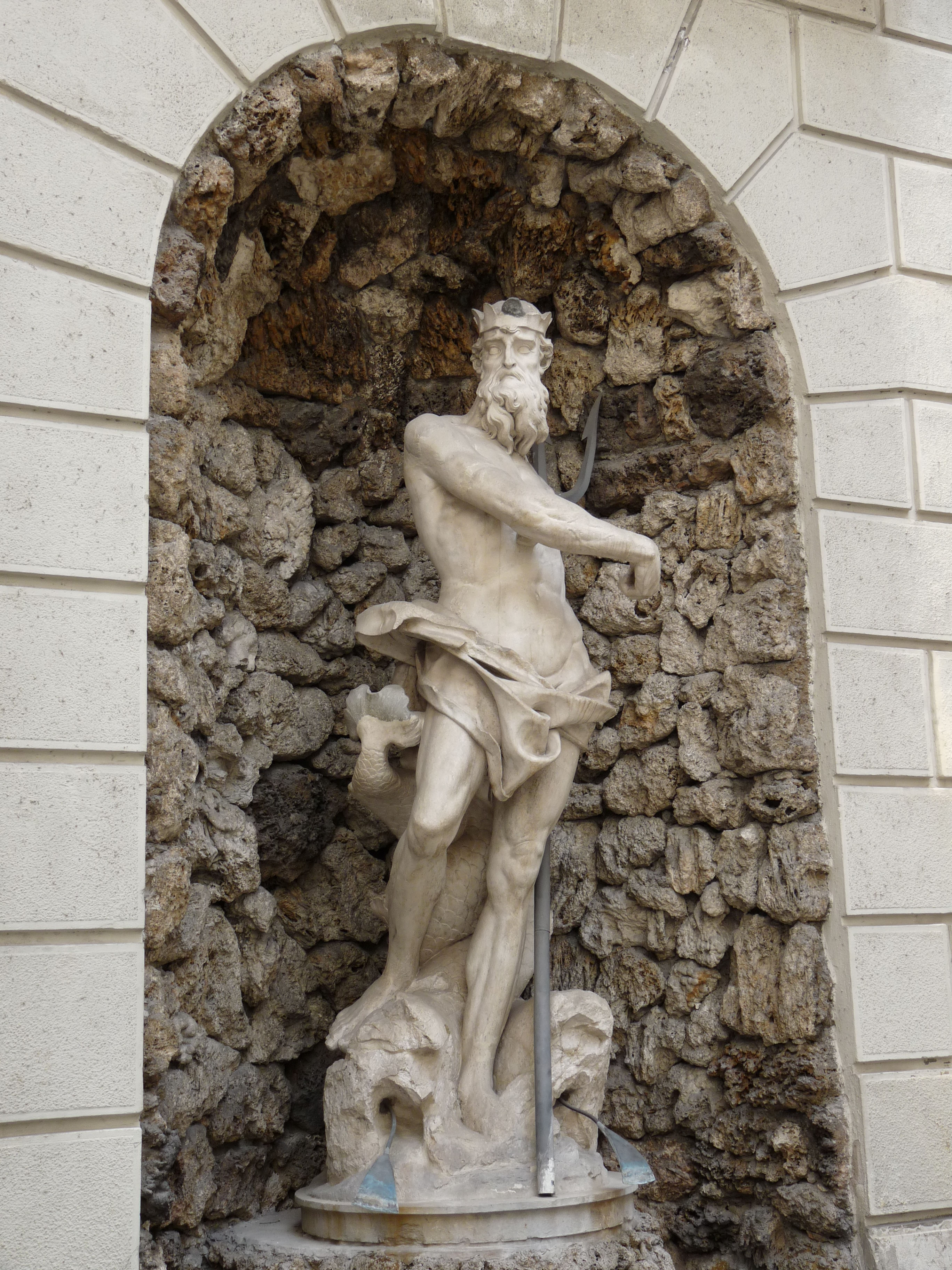
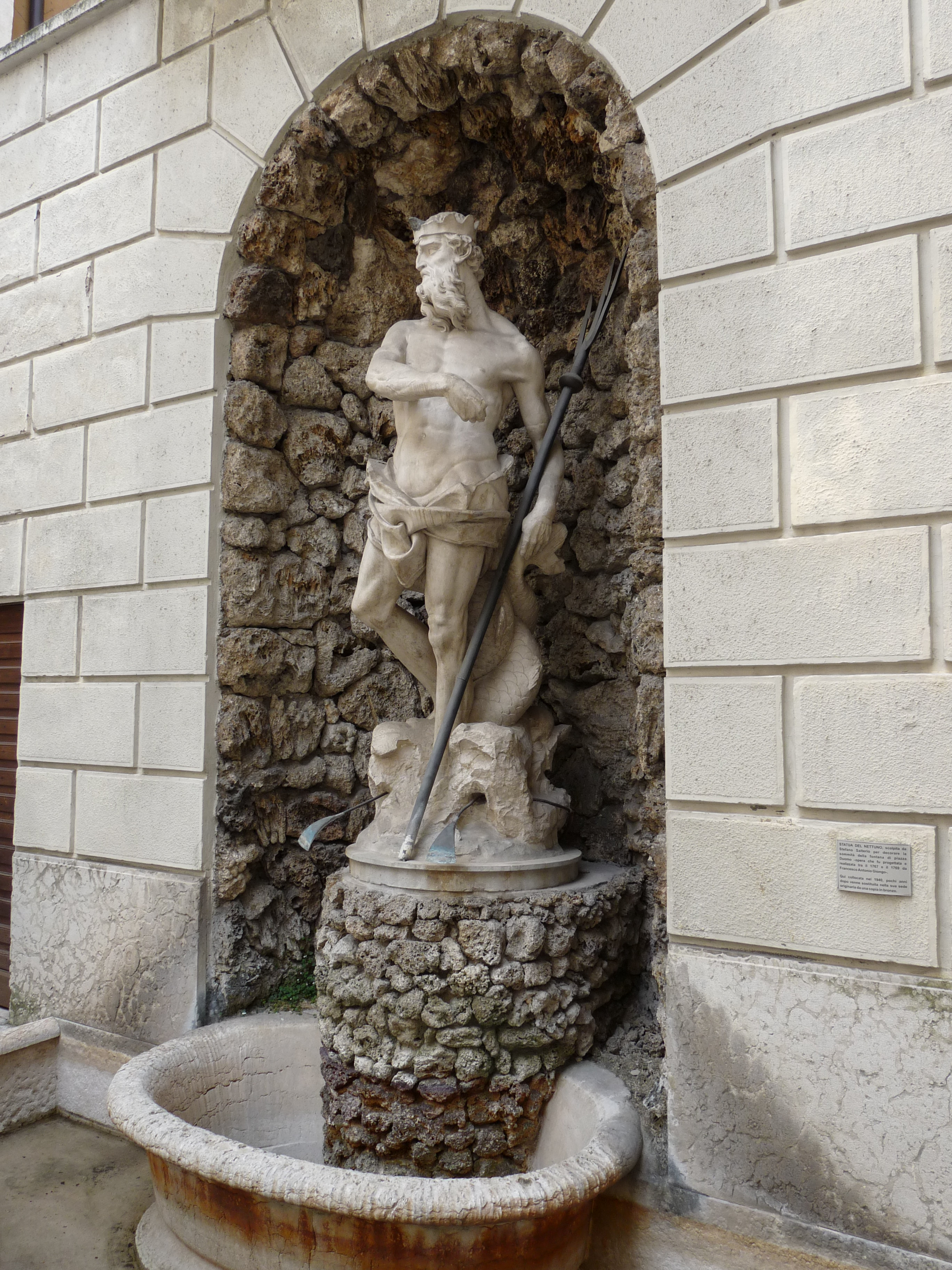
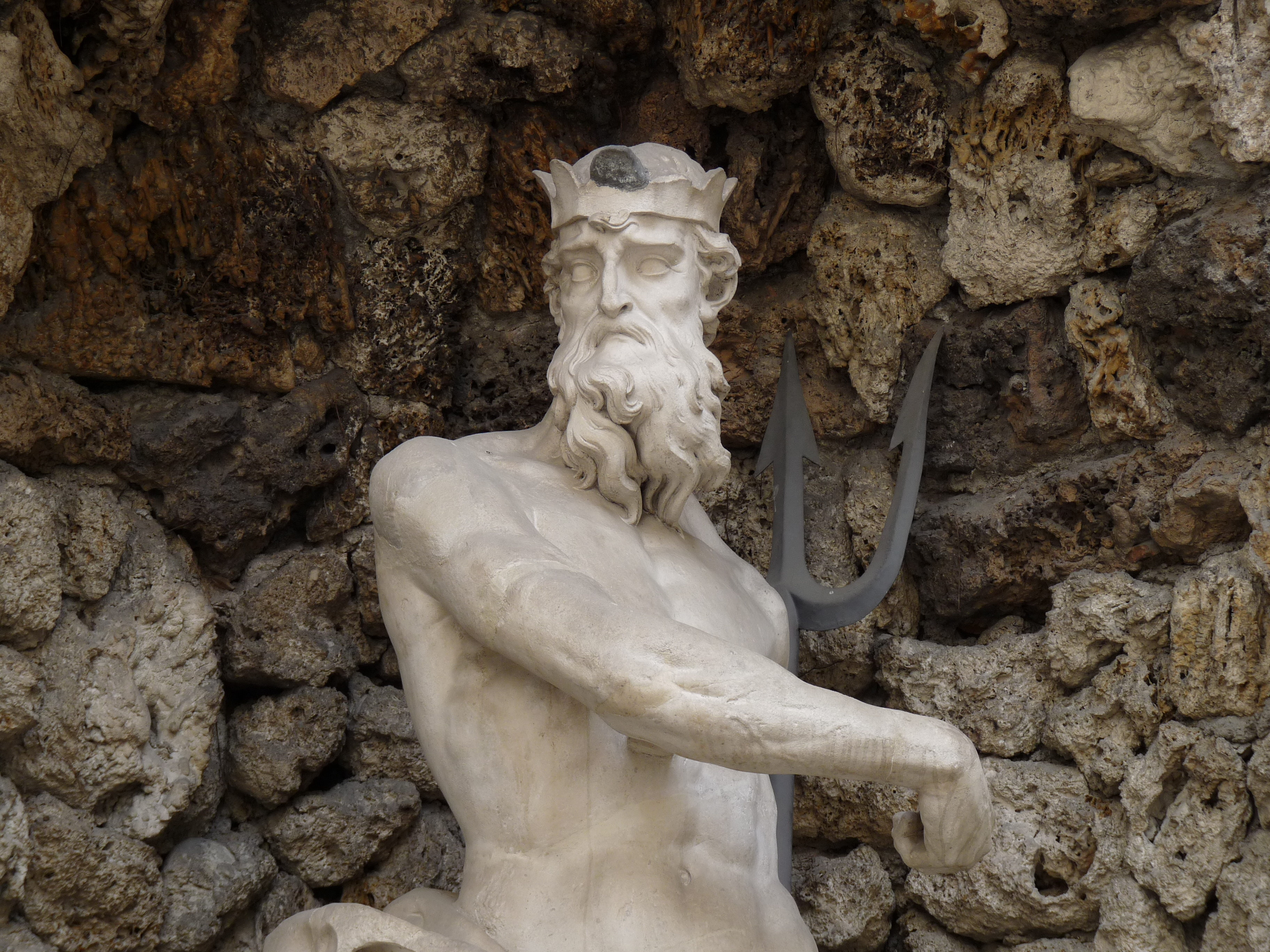